# Manuel Cecilio Villamor
Manuel Cecilio Villamor y Armendáriz fue un político, militar e inventor mexicano, nacido en Mérida, Yucatán, en 1813 y fallecido en Calotmul en 1875. Desarrolló una máquina, parcialmente fallida, para desfibrar el henequén, planta sobre cuyo cultivo se desarrolló una agroindustria en Yucatán, en la segunda mitad del siglo XIX, que generó un importante auge económico en la región hasta bien entrado el siglo XX.

## Actuación militar
Manuel Cecilio Villamor, quien también participó en la política de su estado natal siendo diputado y senador de Yucatán entre 1840 y 1851, fue un militar que tuvo un papel importante como defensor de los pueblos orientales de Yucatán durante la guerra de castas. Como comandante de tropas de los blancos que luchaban contra los indígenas mayas sublevados, incursionó en varias ocasiones en territorio enemigo y pudo mantener a sus huestes en posición ventajosa a lo largo de su participación en el conflicto. Finalmente, Villamor se retiró a Mérida y ahí abandonó las armas, dedicándose a sus negocios henequeneros y a cuestiones de ingeniería mecánica de la industria.

## Invento de la máquina desfibradora de henequén
La máquina de Villamor fue construida en Nueva Orleans a partir de un diseño del militar e inventor, como respuesta a una convocatoria de 1855 lanzada por el gobierno del estado de Yucatán, a fin de que fuera diseñado este equipo que serviría para hacer más eficiente y de menor costo la operación de raspado o descorticado de las pencas de henequén, que se realiza para obtener la fibra del agave. Terminada la máquina en los talleres norteamericanos, fue llevada a Conkal para ser demostrada en una hacienda henequenera.  El equipo no funcionó como debía, desilusionando a su creador y a quienes lo habían promovido y patrocinado.
Otra máquina desfibradora de pencas de henequén fue finalmente patentada en 1857 por José Esteban Solís, también inventor yucateco, que logró un equipo similar pero efectivo y de alta productividad. Se dio inicio así, a un célebre litigio entre este último inventor y Manuel Cecilio Villamor. Gracias a la máquina desarrollada, la agroindustria henequenera alcanzó su máximo desarrollo, dándole a Yucatán la primacía en la industria de las fibras duras naturales a nivel mundial.

## Litigio
Insatisfecho Villamor por el reconocimiento que se otorgó al equipo inventado por Esteban Solís y argumentando que él había diseñado el principio sobre el que operaba la máquina, entabló un juicio civil en contra de Solís, juicio que fue célebre en el Yucatán de la época tanto por su duración como por su encono. A la postre, los jueces dieron la razón a Esteban Solís, quien también obtuvo el premio ofrecido en un principio por el gobierno yucateco, entonces encabezado por Manuel Cepeda Peraza.